# François d'O
 (août 2017).
François d’O, seigneur de Fresne et de Maillebois, né vers 1551 à Paris où il est mort le 24 octobre 1594, est un financier français et mignon du roi Henri III.

## Biographie
Fils aîné de Jean d'O (vers 1508/1510-1578/1584), troisième du nom, seigneur d'O, de Maillebois, Fresnes et Maizelan, capitaine de la garde écossaise du roi, et d'Hélène d'Illiers, dame de Manou, son épouse, il est l'aîné d'une fratrie de six enfants, dont Jean d'O, seigneur de Manou. Sa famille tire son nom du château d'Ô à Mortrée.
François d'O prend d'abord le parti des armes et est impliqué, en 1572, dans le massacre de la Saint-Barthélemy.
En février 1573, ayant obtenu une charge de capitaine de cavalerie, il est blessé au siège de La Rochelle mené par le frère du roi, le duc d'Anjou, qui deviendra le roi Henri III.
En cette même année 1573, René de Villequier, l’un des favoris du roi, lui promet la main de sa fille unique Charlotte-Catherine de Villequier, encore trop jeune (huit ans ?) pour que le mariage soit effectif avant plusieurs années. Il est présenté par son beau-père à la cour, où il se lie avec le duc d'Anjou.
Lorsque, en mai 1573, ce dernier est élu roi de la Pologne-Lituanie, une suite brillante l'accompagne en Pologne. En font partie René de Villequier, en qualité de grand-maître de la maison du roi, mais aussi messieurs d'Aux, l'aisné et le jeune, à savoir François d'O et son frère Jean, qui voyagent parmi les gentilshommes de la première troupe, conduite par le maréchal Albert de Gondi, dit « maréchal de Retz ».

### Sous le règne d'HenriIII
Lorsqu'en 1574, de retour de Pologne, le duc d'Anjou monte sur le trône de France, sous le nom d'Henri III, d'O fait partie de ses mignons et connaît une ascension spectaculaire .
En 1575, nommé successivement gentilhomme de la Chambre et capitaine de chevau-légers, il participe encore aux campagnes militaires — il est nommé capitaine de gendarmes en 1577 —, mais ne tarde pas à abandonner la carrière des armes pour les affaires, et en particulier les finances, pour la raison, disait-il,
« qu’une plume porte des coups plus utiles qu’une épée et qu’une bourse de jetons apportait plus de butin qu’une compagnie de gens d’armes ».
En 1578, il est premier gentilhomme de la Chambre en mars , chevalier de l'ordre de Saint-Michel avant mai, maître de la garde-robe du Roi vers septembre, conseiller d'État avant novembre. Le roi le nomme surintendant des finances.
Sans autre titre que la faveur, il remplace dans cette charge Pomponne de Bellièvre mais maintient le scandaleux système de concussions et de dilapidations de son prédécesseur . On ne voit pas qu’il ait apporté dans ces fonctions d’autre mobile que de servir les prodigalités du roi, qui l’appelait « son grand économiste », et aussi sa propre cupidité. Suivant lui, les pauvres étaient aussi nécessaires dans un État que les ombres dans un tableau.[réf. nécessaire]
La taille fut doublée ; il augmenta les aides, les péages ; il créa de nouveaux offices, de telle sorte que le revenu public, qui était à peu près de vingt millions sous Charles IX, s’éleva à trente-deux millions. Le mécontentement devint général ; les États de Bourgogne, assemblés en 1579, n’accordèrent pas sans une vive opposition la levée des nouvelles taxes. D’O soutint alors le droit de la Couronne par cette maxime que le roi étant le maître absolu de la vie comme des biens de ses sujets, on ne devait pas entrer en compte avec lui.
Ces complaisances lui avaient gagné la confiance absolue d'Henri III, qui le nomme gouverneur de la Basse-Normandie à la mi-juillet 1579, chambellan en 1580, chevalier, en janvier 1586, de l’ordre du Saint-Esprit . De 1580 à 1585, il succède à Henri Ier de Montmorency en tant que gouverneur du château de Caen dont il répare et agrandit les fortifications. Enfin, il est nommé gouverneur de Paris et de l’Île-de-France.
En cette dernière qualité, il s’occupe activement, lors de la journée des Barricades du 12 mai 1588, de la défense de la capitale. On le voit apporter les ordres du roi au conseil de ville, aux colonels et aux quarteniers. Pendant la nuit, il introduit lui-même, par la porte Saint-Honoré, le régiment des gardes françaises et quatre mille Suisses appelés au secours de la royauté.
Il quitte Paris le lendemain, en même temps que son maître qu’il suit à Chartres, puis à Blois, où s’assemblent les États-généraux de septembre 1588. Là, il vient déclarer aux trois ordres que la dépense du trésor ne pouvait être au-dessous de 27 millions par an. Toutefois les États ayant obtenu, malgré la résistance du roi, une réduction de 8 millions, la clameur publique s’élève si énergiquement contre le surintendant que Henri III croit prudent de lui retirer son emploi. Mais on le lui rend presque aussitôt, grâce à quelques soumissions qu’il fait au duc de Guise.

### Sous le règne d'HenriIV
Le lendemain de l’assassinat du roi, le 2 août 1589, à Saint-Cloud, d’O se trouvait avec son frère Jean d'O sire de Manou, Dampierre et quelques autres dans la chambre où le roi venait d’expirer. Henri de Navarre put les entendre discuter à voix haute de se rendre plutôt à toutes sortes d’ennemis que de souffrir un roi huguenot.
On sait que telle fut d’abord la décision de la noblesse catholique attachée à la cause royale ; mais le duc de Longueville ayant refusé de la notifier à Henri IV, ce fut d’O qui porta la parole pour déclarer au prince qu’on ne le reconnaîtrait comme roi de France que s’il abjurait la religion réformée.
Il s’attacha cependant à la fortune du Béarnais, cherchant par tous les moyens possibles à l’éloigner des huguenots pour le rapprocher du parti catholique. Sa pratique des affaires, ses relations avec les financiers, le rendirent utile à Henri IV, qui lui conserva la direction des finances.
Quelques auteurs ont dit que, d’accord avec Biron, d’O persuada le roi de ne pas entrer dans la capitale après la bataille d’Ivry. Le caractère de Henri IV semble démentir cette allégation.
Au mois d’avril 1593, le roi, résolu de se faire instruire dans la religion catholique, charge d’O de s’entremettre à cet effet auprès des prélats et de les assembler. L’année suivante, en rentrant dans Paris, il le réintègre dans son titre de gouverneur de cette ville, et l’envoie le lendemain recevoir en son nom le serment des officiers municipaux à l’Hôtel de Ville.

### Fin de vie
François d'O mourut vers la fin de la même année, d’une rétention d’urine, et fut enterré dans l’église des Blancs-Manteaux à Paris, dans le 4e arrondissement, ne laissant aucun regret. Le roi, dont il avait souvent entravé les projets, ne voulut le remplacer ni comme gouverneur de Paris[Passage contradictoire], ni comme surintendant des finances[réf. nécessaire].
Surchargé de dettes malgré toutes les concussions dont on l’accusait, il expira dans le dénuement. Une grande joie accueillit cette nouvelle ; on entendit des paysans s’écrier : « Dieu soit loué ! ce méchant d’O est mort ; nous ne payerons plus de tailles », espérance chimérique. Les legs de son testament, qui ne s’élevaient pourtant qu’à 1 200 écus, ne purent être acquittés qu’avec l’aide de son frère. Ses créanciers, ses domestiques, avant même qu’il eût rendu le dernier soupir, avaient mis son hôtel au pillage et enlevé jusqu’aux meubles de sa chambre.
On rapporte que le célèbre Crillon, apprenant la mort du financier, dit : « Si chacun doit rendre là-haut ses comptes, le pauvre d’O se trouvera fort empêché de fournir de bons acquits. » À la violence de caractère, à la dureté avide de ses manières, d’O joignait une grande bizarrerie ; ainsi, l’on a de lui des signatures où manque la particule, parce qu’il ne voulait pas doubler la longueur de son nom par l’adjonction d’une lettre.
Pierre de l'Estoile cite ce couplet qui salue sa mort :
D’O par le vit a rendu l’âme:
Le Grand la rendra par le cul.
Selon que chacun fut infâme,
Il meurt ainsi qu’il a vécu.
(Journal pour le règne de Henri IV, t. I, p. 434)

## Descendance
François d’O laissa une fille naturelle (mariée à Robert Caillebot, seigneur de La Salle), mais n’eut pas d’enfants légitimes de son épouse depuis 1584, Charlotte-Catherine de Villequier. Celle-ci, veuve à vingt-huit ans, se remaria en 1599 avec Jacques d'Aumont, seigneur de Chappes, dont elle eut six enfants.

## Demeures
À la mort de son père, François d'O devint châtelain de Fresne (aujourd'hui Ecquevilly dans les Yvelines). Il y fit construire un château situé près de l'église, lequel connut des heures fastueuses. Après commande passée le 15 novembre 1578 auprès de l'architecte royal Baptiste Androuet du Cerceau, et une campagne de construction de seulement deux ans, François d'O reçut plusieurs fois le roi Henri III en son château, « le plus fastueux à vingt lieux à la ronde ».
Il achète en 1584 le château de Courseulles qu'il fait reconstruire pour en faire sa résidence d'été.
Il achète en 1588 le luxueux hôtel particulier que Louis Adjacet comte de Châteauvillain avait fait construire en 1574 rue Vieille-du-Temple à l'emplacement de l'actuel espace des Blancs-Manteaux.